# Michał Mioduszewski
Michał Marcin Mioduszewski (Varsòvia, 16 de setembre de 1787 - 31 de maig de 1868) fou un musicòleg i sacerdot polonès. Fou professor de teologia i de dret canònic a Cracòvia, i publicà una magnífica antologia de cants religiosos, titulada Kirchliches Sammelbuch geistlicher Lieder und Melodien der polnischen Kirche (Cracòvia, 1838, i Leipzig, 1842 -54). Se li deu a més, una col·lecció de villancets, Pastoralki i Kolendy z melodyami ezli pio zuki messe Indu (Cracòvia, 1843, i Leipzig, 1853), expressió sincera del patriotisme.